# Séverin Cornet

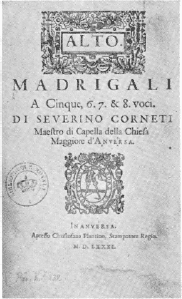
Titelblatt der Altstimme eines Madrigals von Séverin Cornet; Verleger: Christoffel Plantijn, Antwerpen

Séverin Cornet (* um 1530 in Valenciennes; † März 1582 in Antwerpen) war ein franko-flämischer Komponist, Kapellmeister und Sänger der Renaissance.

## Leben und Wirken
Der Geburtsort von Séverin Cornet ergibt sich aus Drucken seiner Werke, in denen er meistens „Severinus Cornet Valencenensis“ genannt wird. Am Anfang seiner Sammlung Chansons françoyses (Antwerpen 1581) befindet sich ein Sonett, aus dem hervorgeht, dass er sich in seiner Jugendzeit in Italien aufhielt. Von 1555 bis 1564 lebte er in Antwerpen, wo er eine Stelle als Sänger innehatte. In dieser Zeit heiratete er Jeanne Barbé, die Tochter des Komponisten Antoine Barbé, der an der Kathedrale von Antwerpen von 1527 bis 1562 die Position des zangmeester bekleidete. Im Jahr 1564 wechselte Cornet nach Mecheln, wo er an der St.-Rombouts-Kathedrale die Aufgabe „pro magistro cantus et choralium“ übernahm. Somit war er für die Chorleitung und für die Musikerziehung der Chorknaben zuständig. Nach acht Jahren verließ er diese Position und wurde im Jahr 1572 der Nachfolger von Gérard de Turnhout als Kapellmeister der Kathedrale von Antwerpen, weil Turnhout als neues Mitglied der Hofkapelle von König Philipp II. nach Madrid gewechselt war.
Auf dem Höhepunkt der religiösen Konflikte haben die Calvinisten im Juli 1581 die calvinistische Republik Antwerpen ausgerufen mit der Folge, dass die katholischen Gottesdienste an der Kathedrale zeitweise verboten waren; somit verlor Séverin Cornet seine dortige Stellung. Daraufhin bemühte er sich um eine Anstellung als Hofkapellmeister bei Erzherzog Ferdinand von Österreich in Innsbruck und nahm dafür die Vermittlung von Marc le Prévost, der Kontaktperson des Erzherzogs in Antwerpen, in Anspruch. Dennoch hatte er hier keinen Erfolg. Musikforscher nehmen an, dass Cornet ab dieser Zeit bis zu seinem Tod im folgenden Jahr den Druck und die Herausgabe seiner musikalischen Sammlungen mit der finanziellen Hilfe verschiedener Mäzene durchführen konnte. Zu Cornets Schülern gehörten Cornelis Verdonck und Rinaldo del Mel.

## Bedeutung
Séverin Cornet gab insgesamt vier Musiksammlungen heraus, je eine mit neapolitanischen Canzonen, mit Motetten, Madrigalen und Chansons. Die Canzonensammlung, 1563 bei Hubert Waelrant und Jan de Laet erschienen, enthält Bearbeitungen vieler schon bekannter solcher Canzonen, wobei der homophone Satz durch einen polyphonen ersetzt wurde. Alle weiteren gedruckten Sammlungen erschienen bei dem Verlagsnachfolger Christoffel Plantijn. Die Motettensammlung von 1581 ist Cornelis Pruenen (1533–1598), dem Antwerpener Schatzmeister und Mäzen von Cornets Schüler Verdonck gewidmet und enthält meist polyphone religiöse Stücke ohne Cantus firmus. Die weltlichen Motetten sind oft individuell adressiert und vermitteln Hinweise auf Kontakte des Komponisten mit öffentlichen Personen wie einen Antwerpener Magistraten oder der Sängerin Clara Gabri; die Sammlung enthält auch ein Stück, das zur Geburt von Catharina Belgica, der Tochter Wilhelms von Oranien komponiert wurde; Cornet schrieb auch die Musik anlässlich Wilhelms Besuch in Antwerpen im Jahr 1577. Die Madrigalsammlung von 1581 enthält neben der Vertonung einer Reihe häufig verwendeter Texte das religiöse Madrigal „Vergine in tutto altissima Regina“ und als Besonderheit drei Sonette des Dichters und Historikers Stefano Ambrogio Schiappalaria († 1581) aus Genua sowie die Vertonung des spanischen Trauergedichts „Nasci d’Aguelo y padre“, verfasst zum Tod von Don Carlos (1545–1568), dem Sohn des spanischen Königs Philipp II. Stilistisch sind die Madrigale Séverin Cornets recht transparent und enthalten kaum chromatische Wendungen. Die 1581 erschienene Samung Chansons françoyses enthält verschiedene Gelegenheitswerke, einige Stücke mit deutlichen Anspielungen auf die Chansons von Orlando di Lasso sowie das niederländische mehrstimmige Lied „O edel Musica plaisant“.

## Werke
- Geistliche Werke
  - 3 Kompositionen zu drei Stimmen im „Second Livre … des pseaumes et cantiques“, Genf 1577
  - Cantiones musicae zu fünf bis acht Stimmen, Antwerpen 1581
- Weltliche Werke
  - Canzoni napolitane zu vier Stimmen, Antwerpen 1563
  - 1 Chanson in „Mellange de chansons“ zu fünf bis acht Stimmen, Paris 1572
  - 9 Chansons zu drei Stimmen in „La Fleur des chansons“, Antwerpen 1574
  - 15 Chansons zu vier Stimmen im „Livre de Meslanges“, Antwerpen 1575
  - „Chansons françoyses“ zu fünf bis acht Stimmen, Antwerpen 1581
  - Madrigali zu fünf bis acht Stimmen, Antwerpen 1581
  - 1 Chanson in „Le Rossignol musical des chansons“ zu vier bis sechs Stimmen, Antwerpen 1597